# Islas de la Bahía
Islas de la Bahía (anglicky Bay Islands, česky Ostrovy zálivu či Zálivové ostrovy) je skupina tří hlavních ostrovů a několika dalších menších ostrůvků nedaleko od severního pobřeží Hondurasu v Karibském moři.

## Geografie
Souostroví je tvořeno ostrovy Utila, Roatán a Guanaja. Zároveň je jedním z 18 honduraských departementů. Správním střediskem je město Coxen Hole, které se nachází na ostrově Roatán. Celková rozloha ostrovů je 261 km², žije zde 46 866 obyvatel, hustota zalidnění je 180 obyv./km².
Souostroví je vyhledáváno jako „turistický ráj“ turisty ze Střední Ameriky, USA i Evropy. Nacházejí se zde rozsáhlé mořské oblasti s korálovými útesy využívané potápěči, které jsou součástí Mezoamerického korálového útesu.
Na ostrově Roatán vzniká v současné době početnější česká komunita. Od roku 2008 budují Češi vlastní vesnici v oblasti Jonesville Point ve střední části ostrova a vzniká zde několik dalších českých projektů.

## Historie
Islas de la Bahía byly poprvé objeveny Kryštofem Kolumbem v roce 1502 při jeho 4. výpravě. Od toho data si ostrovy nárokovalo několik evropských koloniálních mocností – Španělsko, Británie a Nizozemsko. Britové získali souostroví do svých rukou definitivně v roce 1643. Byly královskou kolonií spravovanou z Jamajky. V roce 1860 předala Británie souostroví Hondurasu v důsledku počinů Williama Walkera ve středoamerickém regionu. Departement Islas de la Bahía vznikl oficiálně 14. března 1872. Jedním z odkazů bývalé britské přítomnosti na ostrovech je, že dnes zhruba 95 % místního obyvatelstva mluví anglicky, přestože Honduras je hispanoamerická země.

## Fotogalerie

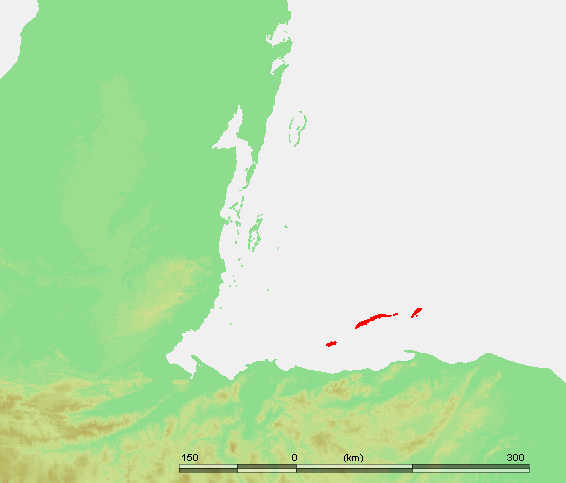
Lokalizace Islas de la Bahía
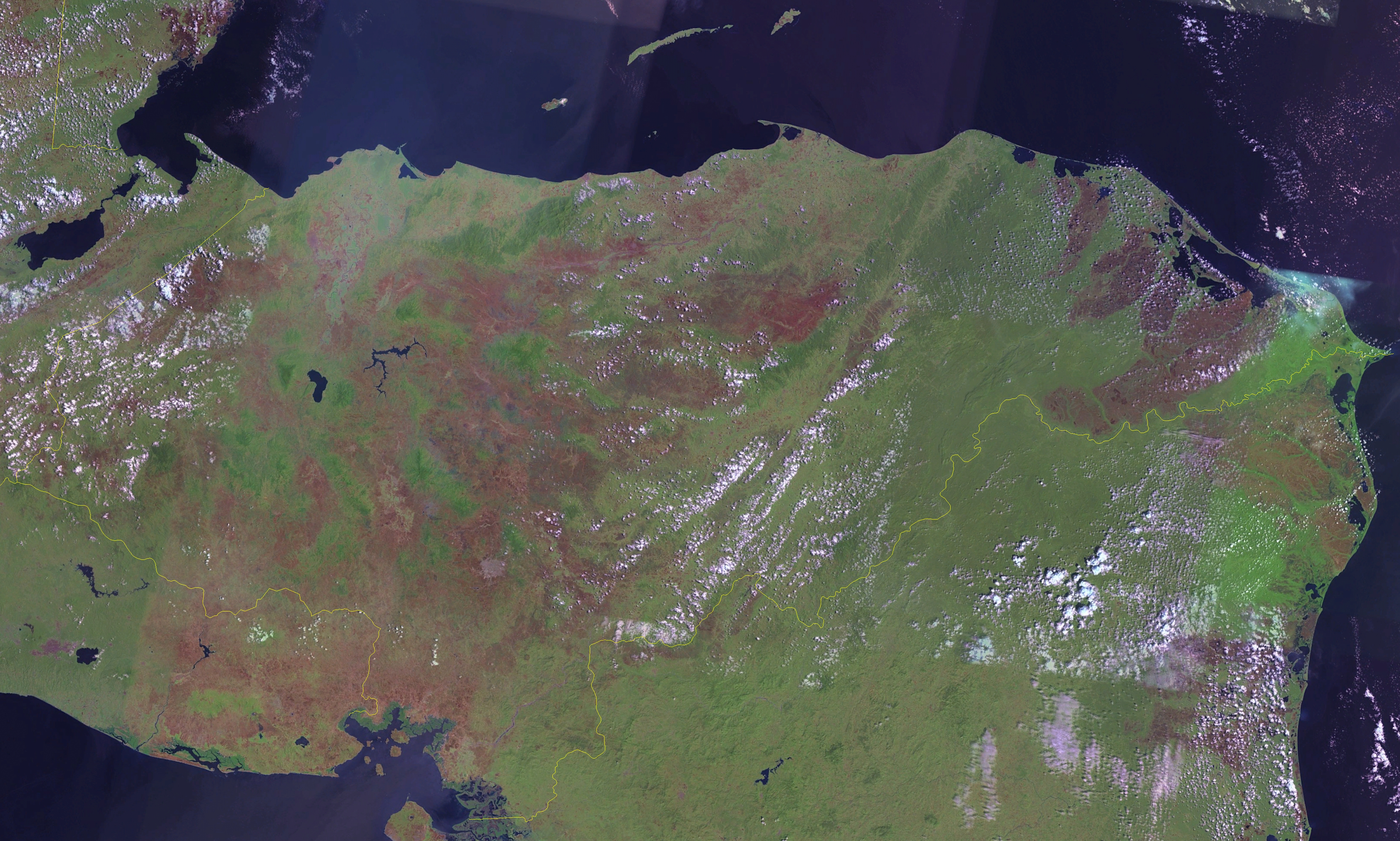
Satelitní snímek Hondurasu
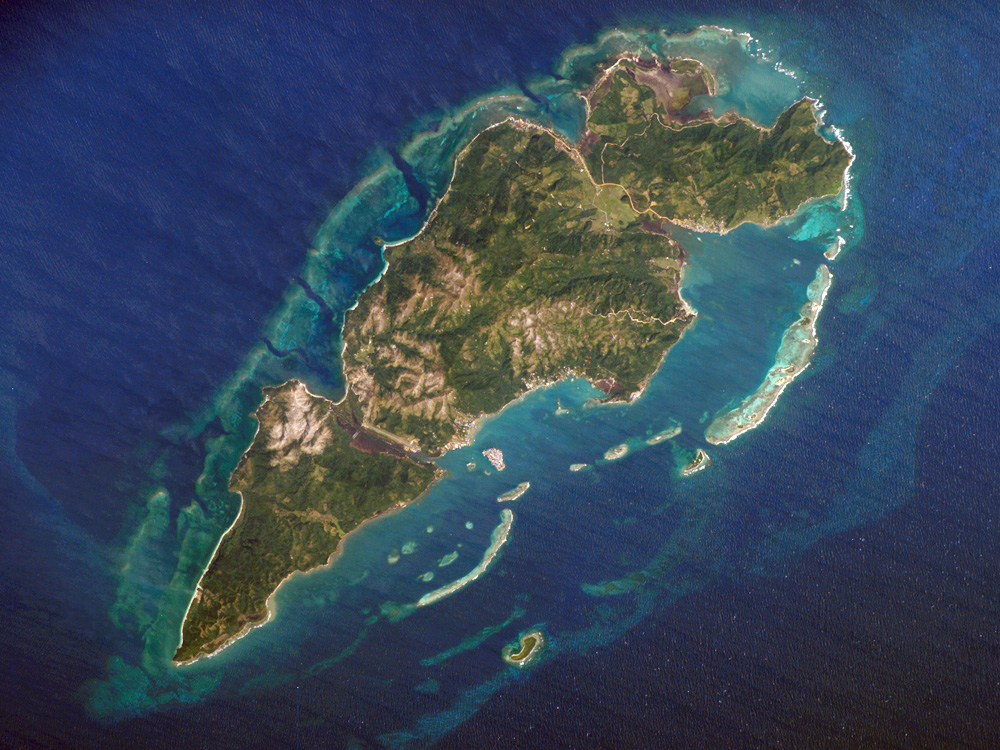
Ostrov Guanaja